# Curaçaose voetbalbond
De Curaçaose voetbalbond, oftewel de Federashon di Futbol Korsou (FFK) is de Curaçaose voetbalbond en is lid van de CONCACAF en de FIFA. De FFK werd opgericht als CVB (Curaçaose Voetbalbond) in 1921 en is aangesloten bij de FIFA sinds 1932. In 1958 ging de CVB samen met de andere Antilliaanse bonden op in de Nederlands Antilliaanse Voetbal Unie (NAVU) waar ook het FIFA-lidmaatschap op overging. De CVB bleef hiernaast zelfstandig bestaan maar niet meer voor het voormalige gebiedsdeel Curaçao maar enkel voor Curaçao zelf. De NAVU was een van de stichtende leden van de CONCACAF. Walter van Rosberg was ruim 25 jaar voorzitter van de CVB en was ook voorzitter van de NAVU. Eind 1986 besloot de CVB zichzelf op te heffen. Dit werd begin 1987 bevestigd en tegelijk werd als opvolger de FFK opgericht. In aanloop van de ontbinding van de Nederlandse Antillen wegens de staatkundige hervormingen binnen het Koninkrijk der Nederlanden werd in februari 2011 de NAVU opgeheven en ging het FIFA-lidmaatschap over op de FFK. 
Het hoofdkwartier staat op Curaçao en de president is Ramiro Griffith, die Shaheen Elhage in 2022 opvolgde.

## Georganiseerde competities
Competities:
- Voetbalkampioenschap van Curaçao
- Promé Divishon
- Segundo Divishon
- Terser Divishon